# Fußball-Club Augsburg 1907 2011-2012
Questa voce raccoglie le informazioni riguardanti l' Fußball-Club Augsburg 1907  nelle competizioni ufficiali della stagione 2011-2012.

## Stagione
Nella stagione 2011-2012 l'Augusta, allenata da Jos Luhukay, concluse il campionato di Bundesliga al 14º posto. In coppa di Germania l'Augusta fu eliminata agli ottavi di finale dall'Hoffenheim.

## Rosa
| N. |                         | Ruolo | Calciatore                 |
| -- | ----------------------- | ----- | -------------------------- |
| 30 | Marocco (bandiera)      | P     | Mohamed Amsif              |
| 37 | Germania (bandiera)     | P     | Iōannīs Gkelios            |
| 1  | Germania (bandiera)     | P     | Simon Jentzsch             |
| 18 | Germania (bandiera)     | D     | Jan-Ingwer Callsen-Bracker |
| 17 | Canada (bandiera)       | D     | Marcel de Jong             |
| 6  | Belgio (bandiera)       | D     | Jonas De Roeck             |
| 15 | Germania (bandiera)     | D     | Sebastian Langkamp         |
| 19 | Germania (bandiera)     | D     | Matthias Ostrzolek         |
| 4  | Germania (bandiera)     | D     | Dominik Reinhardt          |
| 3  | Sierra Leone (bandiera) | D     | Gibril Sankoh              |
| 2  | Paesi Bassi (bandiera)  | D     | Paul Verhaegh              |
| 25 | Gambia (bandiera)       | C     | Dawda Bah                  |
| 10 | Germania (bandiera)     | C     | Daniel Baier               |
| 8  | Germania (bandiera)     | C     | Axel Bellinghausen         |
| 24 | Germania (bandiera)     | C     | Daniel Brinkmann           |

| N. |                          | Ruolo | Calciatore      |
| -- | ------------------------ | ----- | --------------- |
| 26 | Suriname (bandiera)      | C     | Lorenzo Davids  |
| 28 | Germania (bandiera)      | C     | Akaki Gogia     |
| 7  | Giappone (bandiera)      | C     | Hajime Hosogai  |
| 14 | Corea del Sud (bandiera) | C     | Koo Ja-cheol    |
| 5  | Rep. Ceca (bandiera)     | C     | Jan Morávek     |
| 20 | Camerun (bandiera)       | C     | Marcel Ndjeng   |
| 29 | Germania (bandiera)      | C     | Moritz Nebel    |
| 23 | Zambia (bandiera)        | C     | Andrew Sinkala  |
| 31 | Germania (bandiera)      | C     | Marco Thiede    |
| 13 | Germania (bandiera)      | C     | Tobias Werner   |
| 36 | Germania (bandiera)      | A     | Stephan Hain    |
| 22 | Albania (bandiera)       | A     | Edmond Kapllani |
| 33 | Germania (bandiera)      | A     | Sascha Mölders  |
| 11 | Angola (bandiera)        | A     | Nando Rafael    |
| 9  | Germania (bandiera)      | A     | Torsten Oehrl   |

## Organigramma societario
Area tecnica
- Allenatore: Jos Luhukay
- Allenatore in seconda: Markus Gellhaus, Rob Reekers
- Preparatore dei portieri: Zdenko Miletić
- Preparatori atletici:

## Risultati

### Bundesliga

#### Girone di andata
| Arbitro: | Drees |

|                  |           |                       |
| Mölders 53’, 80’ | Marcatori | 47’ Cissé 55’ Makiadi |

| Arbitro: | Welz |

|              |           |            |
| Shechter 80’ | Marcatori | 9’ Mölders |

| Arbitro: | Wingenbach |

|  |           |                               |
|  | Marcatori | 5’ Babel 75’ (rig.) Salihović |

| Arbitro: | Kinhöfer |

|             |           |  |
| Esswein 76’ | Marcatori |  |

| Arbitro: | Zwayer |

|            |           |                                       |
| Hosogai 5’ | Marcatori | 6’, 72’ Sam 23’ Kießling 80’ Derdiyok |

| Arbitro: | Schmidt |

|                    |           |                                 |
| Lell 46’ Torun 57’ | Marcatori | 20’ Hosogai 64’ Callsen-Bracker |

| Augusta 24 settembre 2011, ore 15:30 CEST 7ª giornata | Augusta | 0 – 0 referto | Hannover 96 | SGL Arena (29 113 spett.)\| Arbitro: \| Dingert \| |
| Arbitro:                                              | Dingert |               |             |                                                    |

| Arbitro: | Rafati |

|                                     |           |  |
| Lewandowski 30’, 44’, 78’ Götze 75’ | Marcatori |  |

| Arbitro: | Fritz |

|  |           |                            |
|  | Marcatori | 88’ (rig.) Callsen-Bracker |

| Arbitro: | Kircher |

|                   |           |             |
| Bellinghausen 49’ | Marcatori | 68’ Pizarro |

| Arbitro: | Gagelmann |

|                                     |           |  |
| Podolski 19’, 24’ (rig.) Peszko 56’ | Marcatori |  |

| Arbitro: | Zwayer |

|             |           |                      |
| Hosogai 59’ | Marcatori | 16’ Gómez 28’ Ribéry |

| Arbitro: | Dingert |

|                 |           |            |
| Harnik 41’, 51’ | Marcatori | 47’ Werner |

| Arbitro: | Winkmann |

|                            |           |  |
| Brinkmann 65’ Kapllani 90’ | Marcatori |  |

| Arbitro: | Wingenbach |

|                                  |           |             |
| Huntelaar 16’ Fuchs 66’ Raúl 84’ | Marcatori | 47’ Mölders |

| Arbitro: | Schmidt |

|                     |           |  |
| Callsen-Bracker 51’ | Marcatori |  |

| Arbitro: | Welz |

|              |           |           |
| Guerrero 66’ | Marcatori | 62’ Oehrl |

#### Girone di ritorno
| Arbitro: | Meyer |

|            |           |  |
| Ginter 88’ | Marcatori |  |

| Arbitro: | Gräfe |

|                     |           |               |
| de Jong 5’ Hain 65’ | Marcatori | 25’, 48’ Dick |

| Arbitro: | Wingenbach |

|                                |           |                          |
| Mlapa 37’ Salihović 50’ (rig.) | Marcatori | 30’ Mölders 71’ Langkamp |

| Augusta 12 febbraio 2012, ore 15:30 CET 21ª giornata | Augusta | 0 – 0 referto | Norimberga | SGL Arena (30 660 spett.)\| Arbitro: \| Drees \| |
| Arbitro:                                             | Drees   |               |            |                                                  |

| Arbitro: | Winkmann |

|                                           |           |         |
| Kießling 25’, 65’ Castro 60’ Schürrle 70’ | Marcatori | 50’ Koo |

| Arbitro: | Meyer |

|                           |           |  |
| Oehrl 61’, 63’ Ndjeng 90’ | Marcatori |  |

| Arbitro: | Schmidt |

|                      |           |                                              |
| Haggui 33’ Diouf 69’ | Marcatori | 12’ Bellinghausen 89’ (rig.) Callsen-Bracker |

| Augusta 10 marzo 2012, ore 18:30 CET 25ª giornata | Augusta | 0 – 0 referto | Borussia Dortmund | SGL Arena (30 660 spett.)\| Arbitro: \| Kircher \| |
| Arbitro:                                          | Kircher |               |                   |                                                    |

| Arbitro: | Weiner |

|                      |           |             |
| Koo 43’ Langkamp 51’ | Marcatori | 36’ Allagui |

| Arbitro: | Wingenbach |

|              |           |              |
| Füllkrug 61’ | Marcatori | 90’ Verhaegh |

| Arbitro: | Welz |

|                           |           |                     |
| Koo 19’ Rafael 45’ (rig.) | Marcatori | 42’ (rig.) Podolski |

| Arbitro: | Meyer |

|               |           |         |
| Gómez 1’, 60’ | Marcatori | 23’ Koo |

| Arbitro: | Winkmann |

|                  |           |                                   |
| Rafael 5’ (rig.) | Marcatori | 24’ Taşçı 34’ Harnik 84’ Ibišević |

| Arbitro: | Kinhöfer |

|            |           |                        |
| Helmes 27’ | Marcatori | 13’ Oehrl 88’ Langkamp |

| Arbitro: | Dingert |

|             |           |               |
| Langkamp 6’ | Marcatori | 38’ Huntelaar |

| Mönchengladbach 28 aprile 2012, ore 15:30 CEST 33ª giornata | Borussia M'gladbach | 0 – 0 referto | Augusta | Borussia-Park (53 306 spett.)\| Arbitro: \| Weiner \| |
| Arbitro:                                                    | Weiner              |               |         |                                                       |

| Arbitro: | Gräfe |

|         |           |  |
| Koo 34’ | Marcatori |  |

### Coppa di Germania
| Arbitro: | Fritz |

|              |           |                            |
| Kullmann 24’ | Marcatori | 31’ Verhaegh 120’ De Roeck |

| Arbitro: | Meyer |

|  |           |               |
|  | Marcatori | 62’ Brinkmann |

| Arbitro: | Kinhöfer |

|                            |           |           |
| Salihović 23’ Ibišević 49’ | Marcatori | 36’ Oehrl |

## Statistiche

### Statistiche di squadra
| Competizione      | Punti | In casa | In casa | In casa | In casa | In casa | In casa | In trasferta | In trasferta | In trasferta | In trasferta | In trasferta | In trasferta | Totale | Totale | Totale | Totale | Totale | Totale | DR  |
| Competizione      | Punti | G       | V       | N       | P       | Gf      | Gs      | G            | V            | N            | P            | Gf           | Gs           | G      | V      | N      | P      | Gf     | Gs     | DR  |
| ----------------- | ----- | ------- | ------- | ------- | ------- | ------- | ------- | ------------ | ------------ | ------------ | ------------ | ------------ | ------------ | ------ | ------ | ------ | ------ | ------ | ------ | --- |
| Bundesliga        | 38    | 17      | 6       | 7       | 4       | 20      | 19      | 17           | 2            | 7            | 8            | 16           | 30           | 34     | 8      | 14     | 12     | 36     | 49     | -13 |
| Coppa di Germania | -     | 0       | 0       | 0       | 0       | 0       | 0       | 3            | 2            | 0            | 1            | 4            | 3            | 3      | 2      | 0      | 1      | 4      | 3      | +1  |
| Totale            | -     | 17      | 6       | 7       | 4       | 20      | 19      | 20           | 4            | 7            | 9            | 20           | 33           | 37     | 10     | 14     | 13     | 40     | 52     | -12 |

### Andamento in campionato
| Giornata  | 1 | 2  | 3  | 4  | 5  | 6  | 7  | 8  | 9  | 10 | 11 | 12 | 13 | 14 | 15 | 16 | 17 | 18 | 19 | 20 | 21 | 22 | 23 | 24 | 25 | 26 | 27 | 28 | 29 | 30 | 31 | 32 | 33 | 34 |
| --------- | - | -- | -- | -- | -- | -- | -- | -- | -- | -- | -- | -- | -- | -- | -- | -- | -- | -- | -- | -- | -- | -- | -- | -- | -- | -- | -- | -- | -- | -- | -- | -- | -- | -- |
| Luogo     | C | T  | C  | T  | C  | T  | C  | T  | T  | C  | T  | C  | T  | C  | T  | C  | T  | T  | C  | T  | C  | T  | C  | T  | C  | C  | T  | C  | T  | C  | T  | C  | T  | C  |
| Risultato | N | N  | P  | P  | P  | N  | N  | P  | V  | N  | P  | P  | P  | V  | P  | V  | N  | P  | N  | N  | N  | P  | V  | N  | N  | V  | N  | V  | P  | P  | V  | N  | N  | V  |
| Posizione | 9 | 13 | 14 | 16 | 16 | 17 | 16 | 17 | 16 | 16 | 17 | 18 | 18 | 18 | 18 | 17 | 17 | 18 | 17 | 17 | 17 | 17 | 15 | 16 | 15 | 15 | 15 | 14 | 15 | 15 | 15 | 15 | 15 | 14 |

Legenda:

Luogo: C = Casa; T = Trasferta. Risultato: V = Vittoria; N = Pareggio; P = Sconfitta.

### Statistiche dei giocatori
| Giocatore          | Bundesliga | Bundesliga | Bundesliga  | Bundesliga | Coppa di Germania | Coppa di Germania | Coppa di Germania | Coppa di Germania | Totale   | Totale | Totale      | Totale     |
| Giocatore          | Presenze   | Reti       | Ammonizioni | Espulsioni | Presenze          | Reti              | Ammonizioni       | Espulsioni        | Presenze | Reti   | Ammonizioni | Espulsioni |
| ------------------ | ---------- | ---------- | ----------- | ---------- | ----------------- | ----------------- | ----------------- | ----------------- | -------- | ------ | ----------- | ---------- |
| M. Amsif           | 6          | 0          | 1           | 0          | 2                 | 0                 | 1                 | 0                 | 8        | 0      | 2           | 0          |
| I. Gkelios         | -          | -          | -           | -          | -                 | -                 | -                 | -                 | -        | -      | -           | -          |
| S. Jentzsch        | 28         | 0          | 1           | 0          | 1                 | 0                 | 0                 | 0                 | 29       | 0      | 1           | 0          |
| J. Callsen-Bracker | 30         | 4          | 7           | 0          | 2                 | 0                 | 1                 | 0                 | 32       | 4      | 8           | 0          |
| M. de Jong         | 12         | 1          | 4           | 0          | 2                 | 0                 | 2                 | 0                 | 14       | 1      | 6           | 0          |
| J. De Roeck        | 9          | 0          | 1           | 0          | 2                 | 1                 | 1                 | 0                 | 11       | 1      | 2           | 0          |
| S. Langkamp        | 26         | 4          | 4           | 1          | 1                 | 0                 | 0                 | 0                 | 27       | 4      | 4           | 1          |
| M. Ostrzolek       | 12         | 0          | 2           | 0          | -                 | -                 | -                 | -                 | 12       | 0      | 2           | 0          |
| D. Reinhardt       | 16         | 0          | 4           | 0          | -                 | -                 | -                 | -                 | 16       | 0      | 4           | 0          |
| G. Sankoh          | 20         | 0          | 4           | 0          | 2                 | 0                 | 0                 | 0                 | 22       | 0      | 4           | 0          |
| P. Verhaegh        | 26         | 1          | 3           | 0          | 3                 | 1                 | 0                 | 0                 | 29       | 2      | 3           | 0          |
| D. Bah             | 1          | 0          | 0           | 0          | -                 | -                 | -                 | -                 | 1        | 0      | 0           | 0          |
| D. Baier           | 33         | 0          | 8           | 0          | 2                 | 0                 | 0                 | 0                 | 35       | 0      | 8           | 0          |
| A. Bellinghausen   | 25         | 2          | 4           | 0          | 1                 | 0                 | 0                 | 0                 | 26       | 2      | 4           | 0          |
| D. Brinkmann       | 15         | 1          | 4           | 0          | 2                 | 1                 | 0                 | 0                 | 17       | 2      | 4           | 0          |
| L. Davids          | 20         | 0          | 1           | 0          | 3                 | 0                 | 0                 | 0                 | 23       | 0      | 1           | 0          |
| A. Gogia           | 12         | 0          | 1           | 0          | 2                 | 0                 | 0                 | 0                 | 14       | 0      | 1           | 0          |
| H. Hosogai         | 32         | 3          | 5           | 0          | 1                 | 0                 | 1                 | 0                 | 33       | 3      | 6           | 0          |
| J. Koo             | 15         | 5          | 2           | 0          | -                 | -                 | -                 | -                 | 15       | 5      | 2           | 0          |
| J. Morávek         | 3          | 0          | 1           | 0          | -                 | -                 | -                 | -                 | 3        | 0      | 1           | 0          |
| M. Ndjeng          | 19         | 1          | 1           | 0          | 1                 | 0                 | 0                 | 0                 | 20       | 1      | 1           | 0          |
| M. Nebel           | -          | -          | -           | -          | -                 | -                 | -                 | -                 | -        | -      | -           | -          |
| A. Sinkala         | 12         | 0          | 1           | 0          | 1                 | 0                 | 0                 | 0                 | 13       | 0      | 1           | 0          |
| M. Thiede          | -          | -          | -           | -          | 1                 | 0                 | 1                 | 0                 | 1        | 0      | 1           | 0          |
| T. Werner          | 22         | 1          | 3           | 0          | 3                 | 0                 | 0                 | 0                 | 25       | 1      | 3           | 0          |
| S. Hain            | 12         | 1          | 0           | 0          | 2                 | 0                 | 0                 | 0                 | 14       | 1      | 0           | 0          |
| E. Kapllani        | 6          | 1          | 0           | 0          | 2                 | 0                 | 0                 | 0                 | 8        | 1      | 0           | 0          |
| S. Mölders         | 29         | 5          | 2           | 0          | 1                 | 0                 | 0                 | 0                 | 30       | 5      | 2           | 0          |
| N. Rafael          | 6          | 2          | 1           | 0          | 1                 | 0                 | 1                 | 0                 | 7        | 2      | 2           | 0          |
| T. Oehrl           | 16         | 4          | 1           | 1          | 2                 | 1                 | 0                 | 0                 | 18       | 5      | 1           | 1          |
| P. Mayer           | 1          | 0          | 0           | 0          | -                 | -                 | -                 | -                 | 1        | 0      | 0           | 0          |
| U. Möhrle          | 9          | 0          | 1           | 0          | 1                 | 0                 | 0                 | 0                 | 10       | 0      | 1           | 0          |